# 팬덤 (웹사이트)
팬덤(Fandom), 이전 명칭인 위키아(Wikia)는 미디어위키를 이용한 위키 사이트의 호스팅 서비스이다. 이를 운영하는 회사는 팬덤 사(Fandom, Inc.)(이전에 위키아 사(Wikia Inc.)로 알려짐)이다. 2004년에 지미 웨일스와 안젤라 비즐리가 설립했다.
팬덤은 미디어위키 엔진을 사용하는 무료 위키 호스팅 서비스 사이트로, 2015년 기준으로 33만 개의 위키와 3,700만 개의 문서, 390만 명의 회원을 기록하고 있다. 알렉사 인터넷의 랭킹은 109위에 올랐다. 영어를 주요 언어로 지원하고 있으며, 그 외에도 한국어를 포함한 187개(영어 제외)의 언어를 지원하고 있다.
사이트 가입자에 한해 도메인을 할당받아 위키를 창설할 수 있지만 특별한 경우를 제외하고는 폐쇄할 수 없게 되어 있다. 위키아에 속한 위키는 대부분 위키백과와 비슷한 형식을 띄고 있지만, 각 주제에 특화되어 있고 그 주제애 대해 위키백과에서는 다루지 않는 세세한 부분까지 다룬다는 특징이 있다. 위키아에서 자체적으로 개발한 블로그, 사용자 페이지, 메시지 담벼락, 포럼, 채팅 등의 부가 기능을 통해 이용자 간의 교류가 가능하다.
팬덤에서 다뤄지는 모든 콘텐츠들은 GFDL, 크리에이티브 커먼즈 등의 자유 라이선스로 배포되어야 한다. 또한 위키아는 미디어위키와 리눅스 서버에서 운용되고 있는데 이것들이 공동체를 지탱하고 있다.

## 역사
위키아는 2004년 창설 이래 사용해 왔던 이름인 위키시티스(Wikicities)가 혼란을 초래할 수 있어서 2006년 3월 27일에 개칭한 명칭이다. 그 후 많은 투자가로부터 고액의 투자를 받아, 특히 시리즈B 단계에서 아마존닷컴으로부터는 1000만 달러의 출자를 받았다. 그 밖에 이토 조이치, 미치 케이퍼, 마크 앤드리슨 등으로부터 출자되었다.
2006년 8월에는 48언어, 1500을 초월하는 프로젝트를 안게 되었다.
2006년 12월에는 이전부터 미디어위키로 구축되어 있던 스포츠 커뮤니티 사이트인 암체어GM을 200만 달러로 매수해 팬덤 파워드 바이 위키아 사이트 잡지의 일부로 만들었다.
2010년에는 종래의 모노북(Monobook) 혹은 모나코(Monaco) 스킨 대신 디자인적 요소를 강화한 오아시스(Oasis) 스킨을 기본값으로 설정하면서 여러 가지 변화를 낳았다. 그 때까지 사용되던 샤우트박스(Shoutbox) 기능이 사라지거나, 문서의 가로폭이 상대적으로 좁아진 것 등이 그것이다. 팬덤 파워드 바이 위키아는 종래의 모노북 스킨을 포기한 이유를 위키백과의 패러디나 아류로 보이지 않게 하기 위함이라고 설명했으며, 또한 이용자들의 많은 반발에도 불구하고 사이트의 미래를 위해 필요한 업데이트는 이루어져야 한다고 설명했다.
2014년 8월 28일 시리즈 D 펀딩을 확보한 팬덤 파워드 바이 위키아는 아마존, 배스머 벤처 파트너스, 인스티튜서널 벤처 파트너스의 투자를 받고 일본을 포함한 아시아 지역으로의 글로벌 확장에 힘을 실을 수 있게 되었다. 그러면서 위키아의 CEO인 크레이그 팔머는 “깊은 팬덤 문화를 가진 일본은 세계에서 문화적으로 유명한 지역”, “이미 팬덤 파워드 바이 위키아에 존재하는 일부 커뮤니티 또한 일본 문화를 주제로 하고 있다”며 일본을 글로벌 확장에 있어서 논리적, 전략적으로 중요한 국가로 꼽았다. 이후 2014년 10월 16일 본격적인 한국어 서비스를, 2014년 11월 18일 베트남어 서비스를 시작했다.

## 팬덤 사

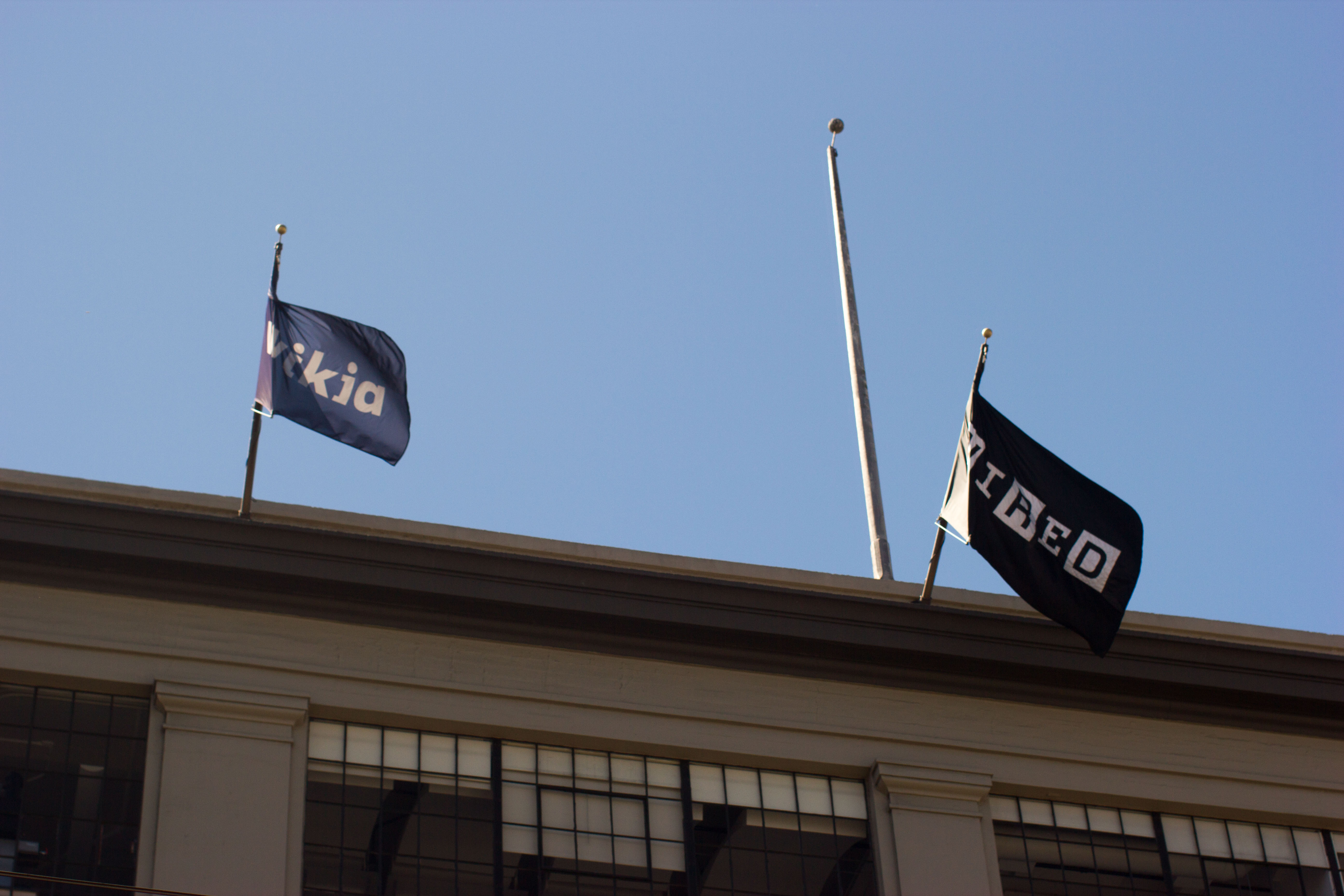
팬덤 파워드 바이 위키아와 와이어드의 깃발

팬덤 사는 미국 캘리포니아주 샌프란시스코에 본거지를 둔다. 안젤라 비즐리는 설립 당초부터 부사장으로서 취임하고 있고, 2006년 6월 5일부터는 이베이의 부사장이었던 길 펜치나가 CEO로 취임해 있다. 마이클 E 데이비스(Michael E. Davis)는 이전부터 지미 웨일스의 동업자이며, 위키미디어 재단의 이사이기도 하지만, 팬덤 파워드 바이 위키아의 회계, 비서로서도 일하고 있다.

## 같이 보기
- 캠페인 위키아: 미디어위키로 만들어진 정치 사이트이다. 지미 웨일스가 만들었다. http://campaigns.fandom.com
- 백괴사전: 영어판이 팬덤 파워드 바이 위키아의 자매 사이트이지만, 팬덤 파워드 바이 위키아에 속해 있는 것은 아니다. 그러나 일부 언어판은 팬덤 파워드 바이 위키아에 속해 있다.